# Lailly
Lailly è un comune francese di 213 abitanti situato nel dipartimento della Yonne nella regione della Borgogna-Franca Contea.

## Storia

### Simboli
Lo stemma di Lailly è stato adottato il 22 novembre 2018.

## Società

### Evoluzione demografica
Abitanti censiti